# Frederik Christian Skeel
Frederik "Fritz" Christian Skeel (født 26. november 1735 på Nordborg Slot, død 11. april 1798 på Mullerup) var en dansk godsejer og gehejmeråd, bror til Andreas, Jørgen Erik og Vilhelm Mathias Skeel.
Han var søn af gehejmeråd Holger Skeel og hustru født baronesse Güldencrone, blev 1752 kornet reformé i Livgarden til Hest, studerede på Sorø Akademi, var fra 1755 tjenstgørende ved Garden, blev 1757 karakteriset og 1759 virkelig løjtnant, 1763 major à la suite i Slesvigske Kyradserregiment, 1764 eskadronchef, 1772 sekondmajor, men fik samme år afsked fra Hæren. Skeel blev 1773 kammerherre, 1780 Hvid Ridder, 1782 patron for Roskilde adelige Jomfrukloster og 1792 gehejmeråd
Skeel skrev sig til Stamhuset Birkelse (fra 1777), til Mullerup (fra 1767) og Nakkebølle (fra 1793).
Han blev gift 21. august 1767 på Nakkebølle med Cathrine Elisabeth de Cicignon (1746 på Nakkebølle - 12. januar 1815), datter af oberstløjtnant Johan Frederik de Cicignon til Nakkebølle (1701-1765) og Sophie Amalie Sehested (1721-1793). Da de ingen børn havde, stiftede Skeel 1797 med sin hustru Det Skeel'ske Majorat (stamhus), som 1803 blev erstattet af en fideikommiskapital, og Det Skeel'ske Fideikommis.